# KÜRT Információbiztonsági és Adatmentő Zrt.
A KÜRT Információbiztonsági és Adatmentő Zrt. magyar tulajdonú, nemzetközi szinten meghatározó cég, amely adatmentéssel, információbiztonsággal foglalkozik.
...mire jó az adatok védelme? Semmire. Sokkal szórakoztatóbb a katasztrófákról mesélni, panaszkodni, szidni a főnököt, a beosztottat, a gyártót és a szállítót, mint megkísérelni megelőzni a bajt, ezzel lemondani a kaland lehetőségéről, és dögunalomban élni.

## Története
A cég elődjét, a Kürt Computer Kft.-t Kürti Sándor és testvére, Kürti János alapította 1989-ben, az alaptőke családi örökségükből származott. Az első időszakban adattárolók javításával foglalkoztak. 1998-ban alakult meg a KÜRT COMPUTER Rendszerház Részvénytársaság, amely 2006-tól viseli jelenlegi nevét. 1999-től áttértek a távolsági adatmentésre, majd 2000-től kiterjesztették a működésüket az információbiztonság területére. 2007-ben a forgalomnak már csupán 10%-a származott adatmentésből, a többi 90%-ot informatikai tanácsadással érték el.
2003-ban megalakult a cég németországi leányvállalata, a KUERT Datenrettung Deutschland, ezt követte 2004-ben Ausztriában a KUERT Information Management. 2004-ben Kürti Sándor az operatív vezetést az 1990-es évek óta a cégnél dolgozó Kmetty Józsefnek adta át.
A pénzügyi kockázatok csökkentése érdekében 2007-től helyi befektetőket kerestek a potenciális külföldi piacokon. Ezzel a stratégiával hozták létre dubaji és amerikai cégüket, ahol a többségi tulajdonos befektető adja a tőkét és a piaci ismereteket, a kisebbségi tulajdonos Kürt Zrt. pedig a technológiai tudást biztosítja; a cég irányítása és a marketing szintén a Kürt Zrt. kezében van. Ezeken túlmenően, ügyfélszolgálati irodát nyitottak Csehországban, Romániában, Franciaországban, Olaszországban és Lengyelországban.
A 2001. szeptember 11-ei terrortámadásokat, a 2004. decemberi távol-keleti cunamit, a 2005 augusztusi New Orleans-i hurrikánt, illetve a 2010-es magyarországi árvizet követően segítségül felajánlották adatmentési kapacitásukat.
Az alkalmazottak létszáma 2002-ben 47 fő, 2005-ben 65 fő volt, jelenleg[mikor?] közel 100 fő.

## Díjak
- Magyar Innovációs Nagydíj (1994)[13]
- Kürti János: Kalmár László-díj (1995)[14]
- Kürti János és Kürti Sándor (1997), Kürti Sándor (1998) Az év informatikai menedzsere díj[15]
- Gábor Dénes-díj (1998)[16]
- Üzleti Etikai Díj (2002)[17]
- Innovációs díj (2002)[18]
- Versenyképes Termékfejlesztési díj (2003)
- Kürt Sándor: Széchenyi-díj (2004)[13]
- Egészséges Munkahely AmCham díj (2004)[19]
- Kürt Sándor: Ernst & Young “Entrepreneur Of The Year (Az év üzletembere)” díj (2004)[13]
- Családbarát munkahely díj (2005)[20]
- Legjobb Munkahely díj (5. hely, 2005)[21]
- Egészséges Munkahely AmCham Best Practice díj (2005)[22]
- Egészségbarát munkahely (2006)[23]
- Europe’s 500 (2006)
- Gyurós Tibor-díj (2007)
- „Legjobb főnök 2007” közönségszavazás (2007)
- Business SuperBrands (2008, 2009, 2010)
- Napi Gazdaság Innovációs díj
- Prizma Kreatív PR díj 1. helyezett
- Magyar Brands (2010, 2011, 2012, 2013, 2014, 2016, 2017, 2018)
- Legjobb női munkahely 2010 III. helyezett
- HBLF-Vodafone Munkahelyi Önkéntesség Díj (2011)
- Családbarát munkahely különdíj (2011)
- IVSZ minősített informatikai vállalkozás (2012)
- Fogyatékosság-barát munkahely (2012, 2015)
- MAF Az Év Társadalmi Befektetési Programja (2012)
- MAF Leginnovatívabb Támogatói Program Kategória, 2. helyezett (2012)
- MAF Legsikeresebb Partneri Együttműködések Kategória, 3. helyezett (2012)
- „Díj a sikeres vállalkozásokért” (2014)
- HUNGARIKUM - KÜRT Adatmentés (2014)[24]
- Magyar Brands (2010, 2011, 2012, 2013, 2014, 2015, 2016, 2017, 2019, 2022[25])
- Családbarát Vállalkozás Újbuda (2018)
- Kürti János: A Neumann János Számítógéptudományi Társaság életműdíja (2019)[14]
- Kürti Sándor: Az Év Menedzsere 2019 Életműdíj[26]
- Business Excellence díj (2021)[27]